# Zamarada longidens
Zamarada longidens är en fjärilsart som beskrevs av Fletcher 1963. Zamarada longidens ingår i släktet Zamarada och familjen mätare. Inga underarter finns listade i Catalogue of Life.